# Цитрин
Цитрин — мінерал, різновид прозорого α-кварцу жовтого кольору різних відтінків: лимонного, медового, шафранного, золотисто-коричневого. Лимонно-жовте забарвлення цитрину має радіаційну природу.

## Етимологія та історія
Назва походить від лат. citrus — лимон, лимонно-жовтий. Забарвлення від жовтого до золотистого-коричневого (від світло-лимонного до бурштиново-медового). Прозорий.
Кварц і його різновиди використовувалися як дорогоцінне каміння протягом тисячоліть. Вважається, що цитрин та інші кварци використовували стародавні єгиптяни для виготовлення талісманів, стародавні греки для вирізання символів, а римські священики як персні. Повідомляється, що королева Вікторія любила дорогоцінний камінь; З цієї епохи збереглося багато брошок і підвісок із зображенням цитрину. За століття до сучасної мінералології цитрин часто плутали з топазом. У багатьох культурах було прийнято використовувати назву «топаз» для будь-якого золотисто-жовтого каменю. Назва «цитрин» вперше була використана в англійській мові в 14 столітті. Його популярність значно зросла, коли було виявлено, що цитрин можна отримувати штучно шляхом нагрівання аметисту або димчастого кварцу.

## Опис
Хімічна формула: SiO2. Форми виділення: стовпчасті кристали, двійники, друзи. Фізичні властивості аналогічні кварцу. Густина 2,6. Твердість 7,0. Родовища рідкісні. Знахідки: на о. Мадагаскар, шт. Рау-Гранді-ду-Сул (Бразилія), у Шотландії, Франції, РФ. Штучно можна одержати при випалюванні аметисту. Використовується як ювелірно-виробний камінь.
Забарвлення цитринів обумовлене присутністю домішок тривалентного заліза, що знаходиться в структурі кварцу в тетраедричній позиції, або ж пов'язане з дефектами, що виникають при заміні чотиривалентного кремнію на тривалентний алюміній з компенсацією валентності йонами літію і водню.

## Розповсюдження і видобування
У природі цитрини зустрічаються рідше, ніж більшість інших різновидів кварцу. Їх родовища відомі в Бразилії (Баїя, Гояс, Мінас-Жерайс), на Мадагаскарі, в США (Пайке-Пік, шт. Колорадо, Іспанії (Кордова, Саламанка), Франції, Шотландії, Росії (Мурзинка, Урал). В Україні є Волинське родовище цитрину.
Бразилія є провідним виробником цитрину, більша частина якого виробляється в штаті Ріу-Гранді-ду-Сул. Інші відомі джерела включають Болівію, Демократичну Республіку Конго, Мадагаскар, Мексику, М'янму, Намібію, Перу, Росію, Південну Африку, Сполучені Штати та Замбію. Цитрин називають «купецьким каменем» або «грошовим каменем», оскільки вважалося, що він приносить процвітання. 

## Різновиди
Розрізняють:
- цитрин золотистий (золотисто-жовтий різновид цитрину),
- цитрин іспанський (цитрин з Іспанії; назва зайва),
- цитрин мадагаскарський (топаз, забарвлений у лимонно-жовтий колір).
- Цитрин штучний. Більшість комерційно доступних цитринів отримують нагріванням аметисту або димчастого кварцу. Натуральний цитрин, як правило, має блідо-жовтий, часто димчастий колір, тоді як термічно оброблений аметист, як правило, більш насичений жовтий, помаранчевий, червоний або навіть коричневий («палений аметист»).[5][7]

## Практичне значення

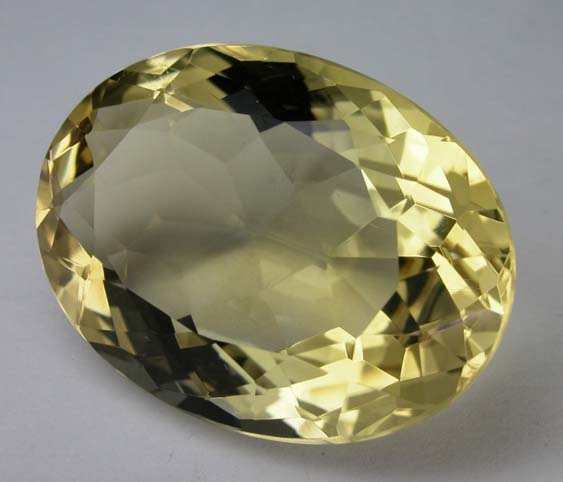

Красиво забарвлені прозорі різновиди використовуються в огранованому вигляді для ювелірних виробів, менш прозорі — для виготовлення дрібної пластики, намиста.
Цитрини із природним забарвленням рідкісні. Більшість цитринів, що надходить у продаж — це термічно оброблені аметисти або димчастий кварц. Бразильський аметист при 470 °C стає блідо-жовтим, а при 550—560 °C — темно-жовтим або рожево-коричневим. Окремі димчасті кварци набувають цитринового забарвлення вже при 550—560 °C. У всіх термічно оброблених каменів забарвлення більш густе, і помітний червонуватий відтінок. Штучні цитрини на відміну від природних не мають плеохроїзму.
У торгівлі цитрини часто називають невірно топазами (як і димчастий кварц — раухтопаз), використовуючи також додаткові слова: Баїя-топаз, Мадейра-топаз, Пальміра-топаз, Ріо-Гранде-топаз.
Сьогодні цитрин залишається одним із найдоступніших і часто купуваних жовтих дорогоцінних каменів.